# Prionacantha
Prionacantha is een geslacht van rechtvleugeligen uit de familie Chorotypidae. De wetenschappelijke naam van dit geslacht is voor het eerst geldig gepubliceerd in 1940 door Henry.

## Soorten
Het geslacht Prionacantha  is monotypisch en omvat slechts de volgende soort:
- Prionacantha picta (Henry, 1940)